# Maioridade penal no Brasil

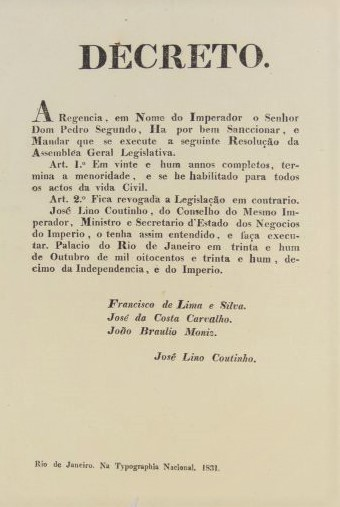
Em 1831, o governo regencial, já tinha legislação sobre maioridade penal, à época, aos 21 anos.

A maioridade penal no Brasil ocorre aos 18 anos, segundo o artigo 228 da Constituição Federal de 1988 reforçado pelo artigo 27 do Código Penal, e pelo artigo 104 do Estatuto da Criança e do Adolescente - ECA (Lei nº 8.069/90). É importante ressaltar que parte da doutrina considera que o art. 228 da Constituição Federal protege um direito individual e, por consequência, torna-se uma cláusula pétrea o que inviabiliza a sua revogação.
Os crimes ou contravenções praticados por adolescentes ou crianças são definidas como "atos infracionais" e seus praticantes como "infratores" ou, como preferem outros, de "adolescentes em conflito com a lei". As penalidades previstas são chamadas de "medidas socioeducativas" e se restringem apenas a adolescentes de 12 a 17 anos. O Estatuto da Criança e do Adolescente estabelece, em seu artigo 121, § 3º, quanto ao adolescente infrator, que "em nenhuma hipótese o período máximo de internação excederá a três anos" (por cada ato infracional grave cometido, conforme entendem os Tribunais). Após esse período, será transferido para o sistema de semiliberdade ou liberdade assistida, podendo retornar ao regime de internação em caso de mau-comportamento.
Terminologia = Há uma discussão sobre o uso das expressões "menores infratores" e "adolescente em conflito com a lei", alguns preferindo a primeira e outros a segunda. Para esses últimos, o uso da terminologia tem efeito emancipatório e o uso da expressão "menores" acaba por discriminar o adolescente. Esta perspectiva se apoia na Doutrina da Proteção Integra l (Oliveira, s/d), inaugurada com a Lei 8.069/90, que visa superar o princípio da tutela por parte do Estado. Conforme encontra-se na Introdução do documento que apresenta o SINASE - Sistema Nacional de Atendimento Socioeducativo:
A adoção dessa doutrina em substituição ao velho paradigma da situação irregular (Código de Menores – Lei nº 6.697, de 10 de outubro de 1979) acarretou mudanças de referenciais e paradigmas com reflexos inclusive no trato da questão infracional. No plano legal, essa substituição representou uma opção pela inclusão social do adolescente em conflito com a lei e não mais um mero objeto de intervenção, como era no passado." (SINASE, 2006)
Já os que insistem no termo "menores infratores" pensam diversamente e consideram que o uso da expressão "adolescente em conflito com a lei" (que não consta no ECA, ainda que seja referido e definido posteriormente no texto do SINASE) serve na verdade como instrumento de um Estado inoperante, que se serviria da mudança de nomenclatura sem necessidade de promover mudança da realidade, acrescentando, ainda, que a expressão "menores" faça parte do texto legal (artigo 22 do ECA).
Segundo o Fundo das Nações Unidas para a Infância (UNICEF), da legislação de 53 países exceto o Brasil, 79% adotam responsabilidade penal para adolescentes apenas a partir dos 18 anos. Assim como a maioria desses países, o Brasil possui sistema específico de justiça juvenil, de modo que o país não está isolado em aplicar medidas especiais a pessoas com menos de 18 anos. A aplicação de medidas socioeducativas a adolescentes com 12 anos põe o Brasil entre os países com idade mais precoce nessa aplicação.

## Imputabilidade Penal
Existe uma confusão conceitual entre Imputabilidade penal e maioridade penal. Imputabilidade penal significa a possibilidade de atribuir a responsabilidade pela violação de lei penal, ou seja, pela prática de um crime, entendida como ação ou omissão típica, antijurídica e culpável. Maioridade penal, por usa vez, refere-se à idade a partir da qual o indivíduo responde pela violação da lei penal na condição de adulto, sem qualquer garantia diferenciada reservada para indivíduos jovens. A lei pode reconhecer a imputabilidade penal de indivíduos com idade abaixo da maioridade penal, acarretando uma responsabilização de natureza penal diferenciada, sob a luz do chamado Direito Penal Juvenil.
No Brasil, a confusão é acentuada porque o ordenamento jurídico não faz distinção entre imputabilidade penal e maioridade penal — definindo a idade para ambos como sendo 18 anos. Ao mesmo tempo, os adolescentes são responsabilizados à luz do Estatuto da Criança e do Adolescente pela prática de ato infracional. Isso gera um debate na doutrina jurídica sobre qual seria a natureza do regime de responsabilização dos adolescentes infratores. Alguns doutrinadores defendem que o Estatuto da Criança e do Adolescente já se constitui efetivamente num regime de "Direito Penal Juvenil", enquanto outros doutrinadores rejeitam essa visão, negando a natureza penal da responsabilização do adolescente infrator.
O Estatuto da Criança e do Adolescente não segue a sistemática típica do Direito Penal, baseada em tipos penais e penas mínimas e máximas para cada delito. O ECA não faz referência a penas ou crimes praticados por adolescentes, mencionando apenas infrações e medidas socioeducativas, que não são individualizadas para cada conduta delituosa.
Alguns autores usam o termo "responsabilidade penal juvenil" para se referir à responsabilização do adolescente infrator segundo o Estatuto da Criança e do Adolescente, como termo alternativo a "imputabilidade penal". No entanto, a noção de que existe no Brasil uma idade de "responsabilidade penal juvenil" não é amplamente aceita, pois pressupõe uma natureza penal das medidas socioeducativas, o que é bastante controverso e contrário ao texto da Constituição Federal no Art. 228. Muitos doutrinadores rejeitam a noção de que a legislação brasileira atribui responsabilidade penal aos adolescentes.
O artigo 228 da Constituição Federal, que é objeto das Propostas de Emenda Constitucional 171 e outras, refere expressamente à imputabilidade penal, não maioridade penal: "são penalmente inimputáveis os menores de dezoito anos, sujeitos às normas da legislação especial". No entanto, o Art. 228 é amplamente interpretado como definindo a maioridade penal.

## Reformas
Diversas medidas e ideias vêm sendo debatidas ou propostas, no âmbito da sociedade brasileira, com vistas a possíveis alterações na maioridade penal e/ou na penalização de adolescentes em conflito com a lei, nomeadamente a redução da maioridade penal para 16 anos. Isso tem provocado acalorados debates entre especialistas e autoridades de diversas áreas, ou mesmo entre leigos no assunto. As ideias ou propostas sobre o assunto podem ser divididas em quatro posições básicas:
- Manutenção da maioridade penal aos 18 anos, sem mudanças na legislação quanto à penalização dos jovens;
- Manutenção da maioridade penal aos 18 anos, com o aumento da pena máxima prevista para internação do adolescente infrator;
- Redução da maioridade penal para 16 anos;
- Redução da maioridade penal para 14 anos.

## Desenvolvimento das propostas e argumentos

### Maioridade penal aos 18 anos
A manutenção da maioridade penal aos 18 anos no Brasil é defendida por meio de argumentos variados. Seus defensores defendem, em maior ou menor medida e forma, que:
- o efeito do endurecimento da lei ocasionada pela mudança de status de maioridade penal, como verificado empiricamente em pesquisas científicas, não coíbem crimes.
- a redução da maioridade não atacaria os problemas ligados à criminalidade, nomeadamente a violência urbana e a superlotação dos presídios, e ainda os agravaria. Daria ao crime organizado nos presídios o poder de facilmente cooptar e submergir o jovem à vida criminosa, inserindo-o em um círculo propenso a elevar o grau de periculosidade do jovem em relação à sociedade. Pois após o cumprimento da pena estudos demonstram que os índices de reincidência aumentam.
- as medidas socioeducativas (e não apenas criminais) devem possuir uma finalidade pedagógica, para fazer com que o adolescente reconheça a sua transgressão, ao mesmo tempo em que se admite a condição de desenvolvimento do mesmo.
- Decisões como esta não devem ser tomadas a partir de reações de senso comum causadas por casos de crime bárbaro e hediondo, exaustivamente explorados pela mídia. Toda medida de impacto na sociedade como essa deve levar em conta não apenas as condições individuais das pessoas atingidas mas principalmente se do ponto de vista global ela será benéfica para o interesse social. Sendo melhor para a sociedade manter adolescentes em unidades socioeducativas do que pô-los em prisões.
- os adolescentes não devem ser postos numa prisão, expondo-o a superlotação, a instalações indignas, a alimentação de má qualidade, a atendimento médico, jurídico e religioso precário ou inexistente, a violência pelos presos e cometida por agentes penitenciários, a ociosidade e a falta de capacitação para trabalho honesto ao final das penas. Tratar os presos como se trata no Brasil não reduz os índices de criminalidade porque infligir sofrimento e violência aos presos apenas os multiplica, já que quando forem libertados ao final da pena manifestar-se-ão na mesma linha pela qual foram tratados por anos;

### Maioridade penal aos 18 anos com aumento da pena máxima para infratores
Mantendo a maioridade penal aos 18 anos, defende-se o aumento da pena máxima prevista para a internação de adolescentes infratores em instituições correcionais (três anos).
Do ponto de vista pragmático, legislar de acordo com essa posição é mais rápido e politicamente mais fácil. Porque o processo legislativo de mudança da lei ordinária do Estatuto da Criança e do Adolescente é mais simples do que uma emenda constitucional alterando o artigo 228 e em seguida alterando o Código Penal e o ECA.
Defende-se que diante de atos muito graves e violentos as normas do ECA não são suficientes para lidar com seus autores. No caso de crimes de especial gravidade em que haja violência contra a pessoa propõe-se internamentos por prazos mais extensos.
Os internamentos ocorreriam em estabelecimentos ou alas destinados a adolescentes autores de atos graves e seriam separados dos autores de atos infracionais sem gravidade, diminuindo o risco de aprofundamento da prática de atos ilícitos.
Para alguns, 3 anos não é tempo curto diante da progressão de regime aplicada aos adultos. Um adulto condenado por crime pode ter progressão de regime de cumprimento de pena após cumprir 1/6 da pena (artigo 112 da Lei de Execução Penal) ou em 2/5 da pena, no caso de crime hediondo (artigo 2.º, parágrafo 2.º, da Lei dos Crimes Hediondos).

### Redução da maioridade penal
Os defensores da redução da maioridade penal, em linhas gerais, consideram que:
- o atual Código Penal brasileiro, aprovado em 1940, reflete a imaturidade juvenil daquela época, e que hoje, passados mais de 70 anos, a sociedade mudou substancialmente, seja em termos de comportamento (delinquência juvenil, vida sexual mais ativa, uso de drogas), seja no acesso do jovem à informação pelos meios de comunicação modernos (como televisão, Internet, celular, etc), seja pelo aumento em si da violência urbana. Critica-se este argumento apontando o descompasso das inovações tecnológicas com as origens sociais do comportamento criminal juvenil;
- que o adolescente de hoje, a partir de certa idade, geralmente proposta como 16 anos, tem plena consciência de seus atos, ou pelo menos já tem o discernimento suficiente para a prática do crime; algumas vezes, este argumento é complementado pela comparação com o direito de voto e de emprego a partir dos 16 anos, instituídos pela Constituição de 1988. Geralmente, critica-se este ponto apontando que apenas num sentido raso os jovens têm autonomia para não tender para o mundo do crime, de modo que as estatísticas apontam correlações entre o estado econômico e social e a criminalidade juvenil.
- que a maioridade penal aos 18 anos gera uma cultura de impunidade entre os jovens, estimulando adolescentes ao comportamento leviano e inconsequente, já que não serão penalmente responsabilizados por seus atos, não serão fichados, e ficarão incógnitos no futuro, pois a mídia é proibida de identificar o adolescente. Critica-se este argumento apontando que não há uma comprovação empírica e estatística de que após os dezoito anos os níveis de criminalidade diminuem ou de que os adolescentes não temem ser internados por até 3 anos em condições precárias.
- que justificar a não redução da maioridade pela não resolução de problemas sociais é um raciocínio meramente utilitarista,[22] e que a lei deve ser construída de forma justa, a fim de inocentar os realmente inocentes e responsabilizar os realmente culpados, na medida correta e proporcional em cada caso. Geralmente, critica-se esta posição apontando que a dimensão da operacionalização de políticas de natureza protetiva e socioeducativa aos jovens é legítima do ponto de vista da justiça e que é passível de ser defendida utilizando recursos argumentativos diferentes do utilitarismo, mesmo que nisso não houvesse problema algum;

#### Redução para 16 anos
O debate em torno da redução da maioridade penal está centrado, ao menos no campo da opinião pública, primordialmente sobre a idade de 16 anos, considerada razoável pela maior parte dos atores sociais que defendem uma redução na maioridade, entrevistados pelos meios de comunicação.
Uma Proposta de Emenda Constitucional (PEC 171/93), que reduz a imputação penal de 18 para 16 anos, tramita desde 1993. Em 31 de março de 2015, a Comissão de Constituição e Justiça da Câmara aprovou a PEC 171, criando uma comissão especial para discutir a redução da maioridade penal no país, faltando passar por mais 40 sessões do colegiado até se chegar à votação final.

#### Redução para 15 anos
Em 2017, um cidadão de São Paulo registrou no Portal e-Cidadania do Senado Federal uma ideia que pedia a redução da maioridade penal para 15 anos em crimes de estupro e assassinato. Em 2018 a Comissão aprovou o relatório da Senadora Regina Sousa (PT/PI) para não transformar a SUG n° 12 de 2017 em projeto de lei, visto que as PECs nº 33, de 2012; nº 74, de 201; nº 21, de 2013, e nº 115, de 2015 já estão em tramitação no Senado.

#### Redução para 14 anos ou menos
Algumas pessoas, entretanto, como um grupo de deputados estaduais do Estado de São Paulo defendem a redução da maioridade penal para 14 anos, utilizando além dos argumentos gerais para se reduzir a maioridade penal, ainda os seguintes pontos:
- a comparação com a maioridade penal fixada em outros países, especialmente nos chamados países desenvolvidos.

A idade de responsabilidade penal é fixada aos 10 anos na Inglaterra; 12 anos na Escócia e Holanda; 13 anos na França; 14 anos na Itália e Alemanha; 15 anos nos quatro países escandinavos (Dinamarca, Noruega, Suécia e Finlândia); e aos 16 anos em Portugal; chegando a variar entre 6 e 12 anos nos diversos estados norte-americanos. Lembrando que responsabilidade penal é um termo divergente de maioridade penal, e esta em todos os países citados é de 18 anos, com exceção dos Estados norte-americanos que em alguns estados pode variar entre 19 e 21 anos.
A maioridade penal aos 14 anos tem também o apoio do "Movimento de Resistência ao Crime", sediado em São Paulo, que propõe ainda a separação dos autores de atos infracionais em prisão especial. O movimento é formado por familiares de vítimas da violência (vídeo das vítimas), e organiza manifestos, abaixo-assinados e manifestações .

## Outros aspectos

### Estadualização da legislação penal
Em fevereiro de 2007, o governador do Estado do Rio de Janeiro, Sérgio Cabral Filho, defendeu a autonomia dos estados para legislar sobre matéria penal, argumentando que "as legislações devem variar de acordo com a realidade de cada Estado", e que não há como comparar por exemplo a realidade do Rio de Janeiro com a do Acre ou do Amapá. Atualmente, a União tem competência exclusiva para legislar sobre Direito penal.

#### Reações à proposta
José Serra, governador de São Paulo (PSDB) – Disse "topar" o debate em torno da proposta de dar aos Estados autonomia em matéria penal..
Roberto Requião, governador do Paraná (PMDB) – Disse que as propostas de Cabral são "uma bobagem".
Técio Lins e Silva, representante do RJ no Conselho Federal da OAB – Considerou a proposta demagógica, e disse que a proposta fere o princípio do Estado federativo brasileiro. "Hoje, as penas previstas na legislação já são aplicadas de maneiras distintas, conforme a realidade de cada região brasileira".
Flávio Bolsonaro (PP), deputado estadual do RJ - vice-presidente da Comissão de Segurança Pública da Assembleia Legislativa do RJ (Alerj), manifestou-se a favor da descentralização: "Cada estado precisa estabelecer regras segundo suas peculiaridades" – disse ele.
Walter Maierovitch, ex-secretário Nacional Antidrogas do governo FHC e presidente do IBGF (Instituto Brasileiro Giovanni Falcone), que estuda a criminalidade — criticou a descentralização da legislação penal — "O problema é que os estados já se mostraram incompetentes. Eles não conseguem cuidar nem da disciplina dos presídios. O Cabral, no Rio de Janeiro, é refém do crime organizado. Quem é refém não pode fazer propostas".

### Individualização da responsabilidade penal
Outro aspecto relacionado ao debate sobre a reforma da idade penal é a discussão sobre a inimputabilidade penal absoluta ou relativa, isto é, se os julgamentos devem ser individualizados ou não. Em alguns países, como nos Estados Unidos e na França, a legislação prevê uma faixa etária na qual há uma inimputabilidade relativa do menor, ou seja, o menor naquela faixa etária pode ou não ser responsabilizado por seus atos, dependendo da avaliação do Juiz em cada caso particular, das circunstâncias agravantes ou atenuantes, da análise da capacidade específica de cada acusado em ter a consciência ou não de seus atos.
Em 2002, o então presidente da Associação Brasileira dos Advogados Criminalistas, Luiz Flávio Borges D’Urso, manifestou-se pela individualização da responsabilidade penal: "Os adolescentes infratores, com idade entre 12 e 18 anos, precisariam ser submetidos a um exame ‘multidisciplinar’, que obedeceria a um ‘critério biopsicológico’, para avaliar se eles "entenderam o caráter criminoso de sua conduta". "Se o adolescente já possui um desenvolvimento físico e mental suficiente, deveria responder por seu ato criminoso, como se fosse maior", afirmou D'Urso, acrescentando que "a pena seria cumprida em uma unidade penitenciária diferenciada, a exemplo do que já existe em Portugal".
Baseada entre outros no parecer acima, tramita no Senado a PEC (Proposta de Emenda Constitucional) nº 26/2002 (confira aqui o andamento da PEC no Senado) de autoria do senador Íris Rezende, propondo exatamente a individualização da responsabilidade penal, no entanto apenas em relação à faixa etária dos 16 aos 18 anos.

### Emancipação penal por via judicial
Outra ideia levantada pelo governador do Rio, Sérgio Cabral, é a da emancipação penal do adolescente infrator, por via judicial. Pela proposta, nos casos em que um menor praticasse um ato infracional grave, o Ministério Público poderia pedir ao Juiz a emancipação do menor, que se processaria mediante um exame feito por psicólogos e assistentes sociais Segundo José Muiños Piñeiro Filho, ex-procurador de Justiça e membro do Ministério Público do Rio, esta proposta foi feita com base em sugestão do Juiz Titular da Vara de Execuções Penais do Rio, Dr. Carlos Borges.
A diferença entre a emancipação penal por via judicial e a individualização da responsabilidade penal está em que a emancipação ocorreria por exceção, em infrações graves ou hediondas, a pedido do Ministério Público, e a responsabilidade penal individualizada ocorreria como regra, devendo o Juiz indicar, em cada caso, se o menor tem ou não capacidade para ser penalmente responsabilizado por seus atos.

### Controvérsia sobre cláusula pétrea
Alguns especialistas em Direito, como o jurista Luiz Flávio Gomes e o secretário da Reforma do Judiciário, Pierpaolo Bottini entendem que a maioridade penal aos 18 anos é uma cláusula pétrea da Constituição Federal de 1988, isto é, que não pode ser mudada nem por meio de Emenda constitucional.
O artigo 60, § 4º, IV, da Constituição Federal determina que: Citação: Não será objeto de deliberação a proposta de emenda tendente a abolir: …(IV) os direitos e garantias individuais.
Luís Flávio Gomes argumenta que na sua interpretação também o Título VIII (Da Ordem Social) da Constituição, Capítulo VII (Da Família, Da Criança, Do Adolescente e do Idoso), deve ser considerado, em sua totalidade (artigo 226 até 230), como uma relação de direitos e garantias individuais, portanto cláusula pétrea, que somente poderia ser alterada por nova Assembleia Nacional Constituinte. O artigo constitucional que trata da maioridade penal é o artigo 228.
Por sua vez, outros especialistas entendem que os direitos e garantias individuais petrificados seriam exclusivamente os previstos no artigo 5º- dentro do Título II (Direitos e Garantias Fundamentais), Capítulo I (Direitos e Deveres Individuais e Coletivos).
Outros autores e juristas, por sua vez, dizem que a extensão das cláusulas pétreas exige requisitos não atendidos pela inimputabilidade penal e que há, no caso, uma questão envolvendo o direito das maiorias em promover mudanças. O ministro aposentado do STF, Carlos Velloso é favorável à redução da maioridade penal, demonstrando que não vê inconstitucionalidade no tema. (Citação: Afirmar que se tem aí uma cláusula pétrea é ir longe demais. A Constituição é feita para muitas gerações e não é possível que as gerações se obriguem no futuro àquilo que fizeram as gerações anteriores).
A Comissão de Constituição e Justiça e de Cidadania da Câmara dos Deputados aprovou em 31 de março de 2015 a tramitação da Proposta de Emenda Constitucional de redução da maioridade penal (PEC 171/93),

O ministro do STF Marco Aurélio Mello não considera que a idade de 18 anos para a maioridade penal seja uma cláusula pétrea da Constituição e que não possa ser modificada. Segundo ele, Citação: Se articula que é cláusula pétrea. De início não penso assim, mas estou aberto à reflexão.
Teori Zavascki, durante sabatina à qual foi submetido pela Comissão de Constituição, Justiça e Cidadania (CCJ) em outubro de 2012, para aprovação de seu nome para o cargo de ministro do STF, manifestou sua opinião sobre o assunto, considerando que a maioridade penal não está entre as cláusulas pétreas da Constituição Federal de 1988.
Ari Friedenbach, advogado e pai de Liana Friedenbach, assassinada por um adolescente em 2003, disse que teme esbarrar em problemas constitucionais mesmo após aprovado o projeto de redução da maioridade, caso o Supremo Tribunal Federal decida declará-lo inconstitucional. Por isso apoia a alternativa de se aumentar as penas do ECA.
José Muiños Piñeiro Filho, do MP-RJ, por sua vez, entende que uma Emenda Constitucional sobre o assunto pode ser validada por meio de um referendo popular, no qual a sociedade confirme ou não se deseja a mudança, como ocorreu com o referendo sobre o Estatuto do Desarmamento em 2005. "Se não houver este referendo, eu entendo que esta Emenda será inconstitucional", declarou ele em 15 de fevereiro de 2007 em debate no canal Globonews .

## A posição dos atores sociais
Em 2007, com o debate em torno do assunto ganhando maior proporção na sociedade e diversas propostas de mudanças na legislação sendo postas em discussão na Câmara dos Deputados e no Senado Federal, diversos atores sociais passaram a se manifestar, entre eles políticos, autoridades, especialistas, membros do Judiciário e representantes da Igreja Católica.

### Políticos
O ex-presidente Luiz Inácio Lula da Silva manifestou-se contra qualquer redução na maioridade penal, afirmando que o problema não é só social, mas advém de um conjunto de fatores Lula declarou-se contra a urgência na discussão do assunto, e disse que "o Estado não pode tomar decisões com base na emoção" O presidente utilizou o argumento da redução progressiva da idade de responsabilidade penal como justificativa para a não redução para 16 anos: "Se a gente aceitar a diminuição da idade para 16 anos, amanhã estarão pedindo 15, depois para 10, depois para 9, quem sabe algum dia queiram punir até o feto se souberem o que vai acontecer no futuro".
O ex-governador de São Paulo, José Serra, declarou-se contrário à redução da maioridade penal, porém defendeu o aumento da pena máxima para punição de menores infratores, prevista no ECA, de 3 para 10 anos. Na reunião de governadores do Sudeste em 9 de janeiro de 2007, Serra incluiu esta ideia entre as 12 propostas que apresentou para reduzir a criminalidade, sendo a pena máxima de 10 anos "no caso de infrações praticadas com violência ou com grave ameaça à pessoa, como estupro e latrocínio".
O ex-governador do Rio de Janeiro, Sérgio Cabral, se posicionou a favor da redução da maioridade penal pelo menos no Estado do Rio de Janeiro, ao mesmo tempo em que defende a estadualização da legislação penal no país. "Eu acho que no Rio nós temos que rediscutir esse assunto, porque hoje nós temos uma grande quantidade de menores envolvidos com o tráfico. Nós temos que repensar a questão da maioridade penal", afirmou.
Rui Costa Pimenta, presidente do Partido da Causa Operária (PCO) também se declarou contra a redução, afirmando que jovens pobres e negros é que serão penalizados com a medida, sofrendo mais violência e abuso nas cadeias, que já estão superlotadas, além de mais jovens serem recrutados para facções criminosas com a medida .
Os ex-senadores José Roberto Arruda (DEM-SF), Iris Rezende (PMDB-GO), Magno Malta (PR-ES) e Papaléo Paes (PSDB-AP) todos apresentaram projetos de emenda à Constituição (PEC) reduzindo a atual idade penal no Brasil. As quatro propostas tramitam em conjunto na Comissão de Constituição e Justiça do Senado Federal.
Os senadores Aloízio Mercadante (PT-SP), Lúcia Vânia (PSDB-GO), Ideli Salvatti (PT-SC), Eduardo Suplicy (PT-SP) e Patrícia Saboya (PDT-CE) declararam-se contra a redução da idade penal.

### Igreja Católica
O atual presidente da Conferência Nacional dos Bispos do Brasil (CNBB), Dom Geraldo Lyrio Rocha, e o ex, Dom Geraldo Majella, mostraram-se contrários à redução da maioridade penal, por entenderem que seja ineficaz na diminuição da violência, uma vez que apenas 10% dos crimes são cometidos por jovens. Porém, a CNBB defende a mudanças no Estatuto da Criança e do Adolescente. O secretário-geral da CNBB, Dom Odilo Scherer, também manifestou-se contrariamente à redução da idade penal.

### Entidades da Sociedade Civil
A Associação dos Magistrados Brasileiros (AMB) posicionou-se favoravelmente à redução da maioridade penal durante o XIX Congresso Brasileiro de Magistrado, realizado em Curitiba, de 15 a 18 de novembro de 2006. Os magistrados querem o endurecimento da lei penal como forma de combate à violência e à criminalidade que atingem as grandes cidades.

### Especialistas
Cezar Britto, presidente nacional da OAB, se posicionou contra a redução da maioridade penal, e pediu cuidado em relação ao "clima de comoção". "Mudar a lei não muda a realidade. Medidas tomadas sob pressão da comoção e da indignação, a pretexto de combater a violência ou a escalada da criminalidade, podem redundar num Estado policial", afirmou..
Ellen Gracie, ex-presidente do Supremo Tribunal Federal, manifestou-se contrária à redução da idade penal. "Nós estaríamos como que renunciando a uma política estrutural de assistência aos adolescentes, resolvendo o problema da maneira mais fácil possível, mecânica e cômoda, pela simples redução da idade penal", disse..
José Muiños Piñeiro Filho, membro do Ministério Público do Rio e ex-procurador de Justiça do Estado – "Como membro do Ministério Público atuando há mais de 2 décadas em matéria penal, e enfrentando exatamente crimes de gravidade, inclusive chacinas, sou favorável à redução". Muiños observa que a discussão em geral sobre a criminalidade ou a violência é um outro debate, que pode ser feito em separado, mas que é preciso delimitar a discussão sobre a responsabilidade penal em cima da questão em si (a capacidade ou não do jovem), e não de suas consequências sociais, que seriam outros assuntos: "Nós temos que levar em conta que o Direito penal não é isolado. Ele tem que levar em conta aspectos da Psicologia, da Medicina, fenômenos sociais. Quando se fala em responsabilidade penal, se será aos 18, aos 16, aos 14, aos 7 como muitas legislações do direito externo admitem, está se falando em relação à pessoa que tem capacidade para entender o seu crime. Não estamos falando em relação aos crimes praticados, não estamos falando no tempo de punição – se 3, 4, 10, 50 anos, não estamos falando nas origens do crime. Estamos falando quando alguém deve ser responsabilizado penalmente e sofrer as consequências. Não estamos dizendo se o sistema penal, penitenciário, ou os abrigos em que são recolhidos os menores, são adequados, recuperam, ressocializam. Isso é um outro assunto, que deve ser discutido; é uma consequência. O que estamos discutindo é se alguém com 16 anos tem capacidade penal, e disso estamos convencidos".

### Familiares de vítimas da violência
Ari Friedenbach, advogado e pai de Liana Friedenbach, assassinada por um menor em 2003, mostrou-se a favor da penalização de menores, porém como entende que os menores abaixo de 16 anos também merecem ser punidos, defende no lugar da redução da maioridade penal o aumento da pena máxima para adolescentes infratores de 3 para 11 anos..
"O conceito de não-matar é muito anterior aos 16 anos. A preservação da vida, a não-violência, são conceitos que já tem que estar inerentes ao jovem; ele aos 12 anos já tem um mínimo de noção de que matar ele não pode. Por isso o meu medo de se colocar aos 16 anos a maioridade penal. Vamos ter criminosos mais jovens, como temos, infelizmente" — declarou Ari.

## Assuntos correlatos

### Pena de morte
O debate sobre a reforma da idade penal no Brasil e a redução da maioridade, no caso específico dos crimes bárbaros, algumas vezes se mistura, ao nível da opinião pública, ao debate sobre a pena de morte[carece de fontes?]. A pena de morte para adolescentes que cometem crimes hediondos existe hoje na China.

## Votações
Em 2015, a Câmara dos Deputados iniciou os trabalhos para dar andamento à PEC 171.
Julho de 2015

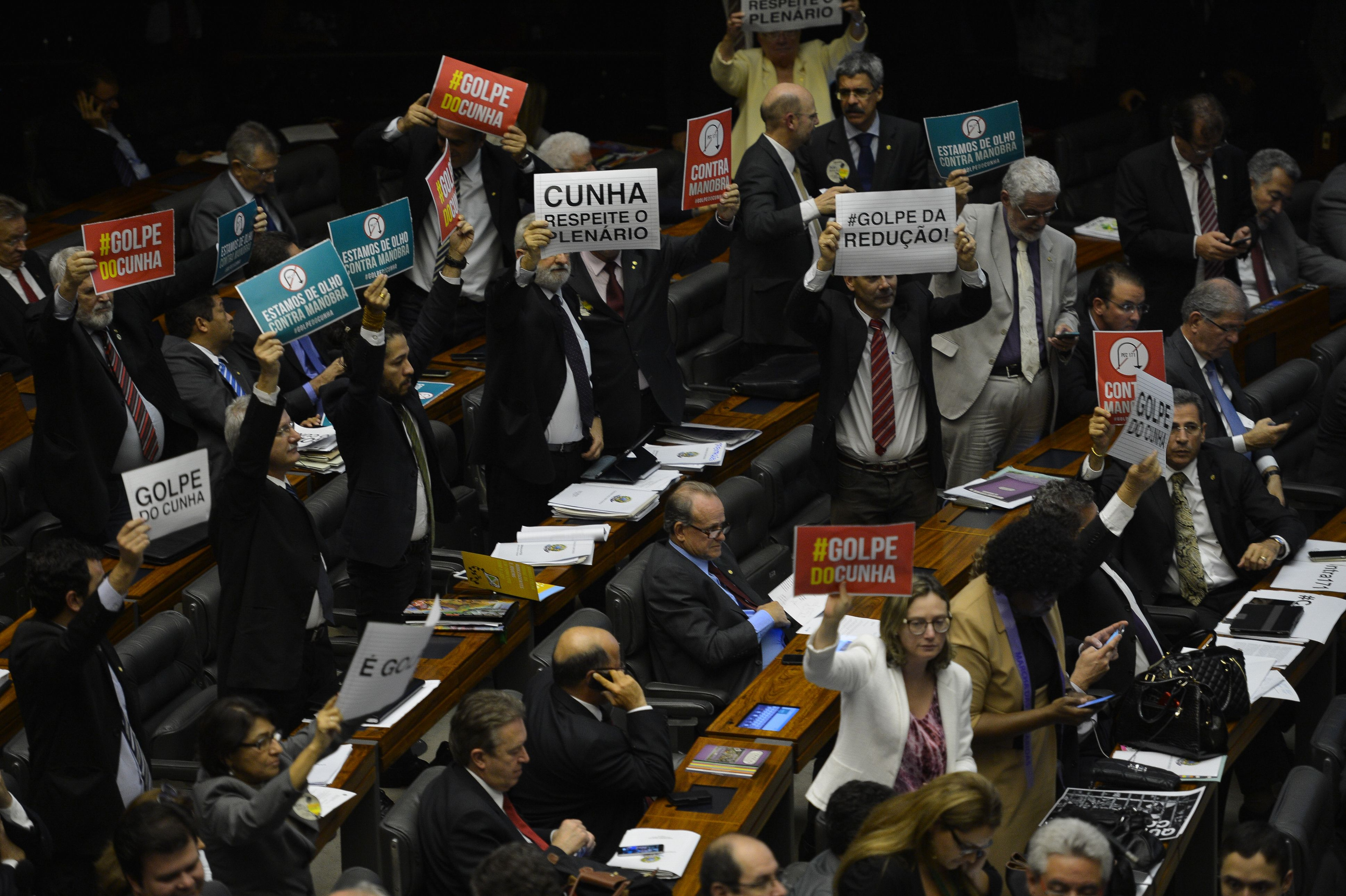
Foto: Fabio Rodrigues Pozzebom/Agência Brasil

Na madrugada de 1º de julho de 2015, a Câmara dos Deputados rejeitou um substitutivo que previa a redução da maioridade apenas para crimes previstos no
Inciso 43 do artigo 5 da Constituição Federal (prática da tortura, tráfico de drogas, terrorismo e crimes hediondos), homicídio doloso, lesão corporal grave, lesão corporal seguida de morte, roubo com causa de aumento de pena. Foram 303 votos a favor, 184 contra e três abstenções. O número mínimo de votos para aprovação era 308.
No entanto, Eduardo Cunha, que é favorável à redução, afirmou que a votação ainda não teria acabado ali, devendo ser votadas outras propostas alternativas de redução da maioridade, inclusive o texto original, mais rigoroso, que previa a manutenção da redução para todos os crimes.
Na madrugada de 2 de julho de 2015, a Câmara dos Deputados aprovou a PEC de redução de 18 para 16 anos a maioridade penal para crimes hediondos, homicídio doloso e lesão corporal seguida de morte, seguindo o texto para votação em segundo turno, para então seguir para aprovação no Senado Federal. Foram 323 votos a favor (eram necessários 308 votos), duas abstenções e 155 contra. No texto aprovado, menores de 16 e 17 anos cumprirão a pena em estabelecimento penal separado dos menores de 16 e maiores de 18.